# When I Come Around
When I Come Around — четверта пісня американського панк-рок гурту Green Day з їх третього студійного альбому Dookie. Реліз відбувся 31 січня 1995 року на Reprise Records.
When I Come Around найпопулярніша пісня Green Day раннього етапу їхньої музичної кар'єри. Вона досягла 6 місця у чарті Billboard Hot 100 Airplay. До виходу синглу Boulevard of Broken Dreams у 2004, вона була найуспішнішої піснею гурту з ротацією на радіо. Крім того, синг є одним з найвідоміших альтернативних хітів 1995 року. Він перебув на першому місці у чарті Modern Rock Tracks протягом семи тижнів, а також досяг другого місця у чарті Mainstream Rock Tracks. Станом на серпень 2010 року загальні продажі синглу склали 639 000 (друге місце за обсягами продажів у 1990-х, після синглу Good Riddance (Time of Your Life), який була представлена у 1997 році).
Біллі Джо Армстронг написав цю пісню після розриву зі своєю дівчиною Едріен Несесер (згодом він одружився з нею).

## Список пісень
| Оригінальне видання | Оригінальне видання                                                     | Оригінальне видання |
| #                   | Назва                                                                   | Тривалість          |
| ------------------- | ----------------------------------------------------------------------- | ------------------- |
| 1.                  | «When I Come Around»                                                    | 2:58                |
| 2.                  | «Coming Clean» (Live в Aragon Ballroom, Чикаго, 18 листопада 1994 року) | 1:36                |
| 3.                  | «She» (Live в Aragon Ballroom, Чикаго, 18 листопада 1994 року)          | 2:14                |

| Австралійське видання | Австралійське видання                                                                            | Австралійське видання |
| #                     | Назва                                                                                            | Тривалість            |
| --------------------- | ------------------------------------------------------------------------------------------------ | --------------------- |
| 1.                    | «When I Come Around»                                                                             | 2:58                  |
| 2.                    | «Longview» (Live в Jannus Landing, Сент-Пітерсбург, Флорида, 11 березня 1994 року)               | 3:30                  |
| 3.                    | «Burnout» (Live в Jannus Landing, Сент-Пітерсбург, Флорида, 11 березня 1994 року)                | 2:14                  |
| 4.                    | «2,000 Light Years Away» (Live в Jannus Landing, Сент-Пітерсбург, Флорида, 11 березня 1994 року) | 2:48                  |

| 7" вініл | 7" вініл             | 7" вініл   |
| #        | Назва                | Тривалість |
| -------- | -------------------- | ---------- |
| 1.       | «When I Come Around» | 2:58       |
| 2.       | «She» (Live)         | 2:14       |

## Позиції у чартах
| Чарт (1995)                       | Позиція |
| --------------------------------- | ------- |
| Канада (RPM)                      | 3       |
| Німеччиня                         | 45      |
| Швеція                            | 28      |
| U.S. Billboard Hot 100 Airplay    | 6       |
| U.S. Billboard Top 40 Mainstream  | 2       |
| U.S. Billboard Modern Rock Tracks | 1       |
| Велика Британія                   | 27      |